# Лайм

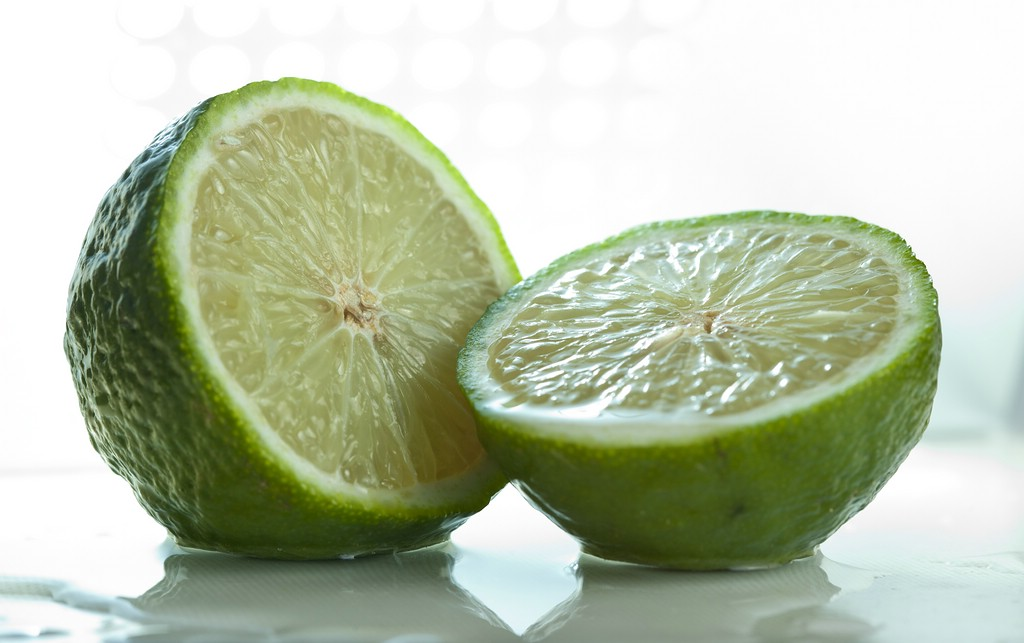
Плоди

Лайм (Citrus aurantiifolia або Citrus aurantifolia) — гібридний цитрус із родини рутових, що походять з Індії, генетично схожий з лимоном. Назва походить від перського لیمو (ліму).
У Середземномор'я проник у другій половині I тис. н. е.

## Ботанічна характеристика
Невелике дерево або кущ висотою від 1,5 до 5,0 м. Крона густа, гілки покриті короткими колючками. Суцвіття пазушні, з 1–7 квітками, цвітіння ремонтантне; плоди невеликі — 3,5–6 см в діаметрі, яйцеподібні, м'якуш зеленуватий, соковитий, дуже кислий, має приємний духмяний аромат. Шкірка зелена, жовтувато-зелена або жовта, при повній зрілості дуже тонка.
Цвітіння і дозрівання плодів відбуваються протягом усього року, масове цвітіння відзначається з настанням сезону дощів (в травні — червні). Основний урожай збирають в серпні, вересні та жовтні. Плоди зберігаються 1,5–2 місяці при температурі 8–10 °С і відносній вологості повітря 85-90 %. У тропіках зазвичай вирощують сорт Мексиканський.

## Поширення
Батьківщиною культурного лайма вважається півострів Малакка. Вперше промислова культура лайма виникла в 70-х роках XIX століття на острові Монтсеррат (з Малих Антильських островів).
Мільйони дерев лайма обробляють в Індії, Шрі-Ланці, Індонезії, М'янмі, Бразилії, Венесуелі, у країнах Західної Африки. На міжнародний ринок лайм надходить в основному з Мексики, Єгипту, Індії, з Куби і Антильських островів.
Лайм зазвичай культивують у тропічних зонах висотою до 1000 м над рівнем моря. Багато фахівців вважають лайм невибагливим до ґрунтових умов, він може рости на бідних піщаних і кам'янистих ґрунтах. Однак лайм чутливіший, ніж більшість цитрусових культур, до несприятливих ґрунтово-кліматичних умов. Найкращі ґрунти — легкі суглинки з глибоким орним горизонтом і хорошим дренажем.
Лайм займає одне з останніх місць по стійкості до низьких температур, пошкоджується при мінус 1–2 °С, добре пристосований до умов вологого тропічного клімату, в якому лимон погано плодоносить, тому в тропіках лайм — основний «кислий цитрус».